# Косте (Кампобасо)
Косте је насеље у Италији у округу Кампобасо, региону Молизе.
Према процени из 2011. у насељу је живело 84 становника. Насеље се налази на надморској висини од 585 м.